# Suszarka fotograficzna

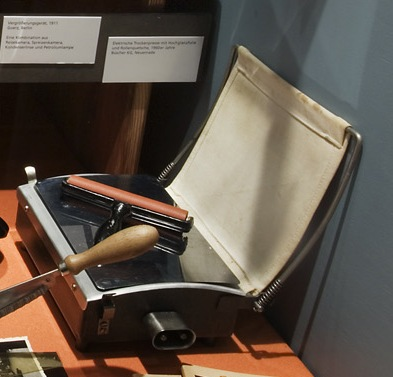
Suszarka ze zbiorów German Museum of Technology Berlin. Na płycie suszarki leży wałek do dociskania zdjęć

Suszarka fotograficzna – przyrząd służący do suszenia papierów fotograficznych o podłożu kartonowym (najczęściej o wysokim połysku) w krótkim czasie.
Nie nadaje się do suszenia papierów o podłożu PE/RC (powlekanych plastikiem). Nie nadaje się również do papierów matowych (składnikiem matującym powierzchnię papieru jest skrobia, która w podwyższonej temperaturze przyjmuje konsystencję półpłynną).
Składa się z elementu grzejnego (elektrycznego), płyty (szklanej lub z polerowanej blachy) na której układa się odbitkę po płukaniu – emulsją w stronę płyty i części zapewniającej odpowiedni docisk odbitki do płyty, najczęściej w formie naciągniętego na odpowiedni stelaż płótna (musi umożliwiać odprowadzanie wody z podłoża papieru fotograficznego).
Umożliwia uzyskanie powierzchni papierów błyszczących o wysokim połysku, nieosiągalnych przy swobodnym suszeniu na powietrzu (istnieje również sposób na uzyskanie błyszczącej powierzchni bez użycia suszarki – przez przyklejenie mokrego papieru stroną emulsji do czystej szyby i samoistne suszenie na powietrzu, jednak czas schnięcia wynosi w tym przypadku wiele godzin).
Można również suszyć odbitki stroną emulsji w kierunku płótna dociskającego, wtedy powierzchnia papieru przyjmuje fakturę płótna.
Odbitki po suszeniu w suszarce fotograficznej są wygięte w stronę emulsji, co jest efektem bardzo suchej warstwy żelatynowej, w związku z czym odbitkę po suszeniu należy pozostawić ułożoną na płaskiej powierzchni, celem wyrównania wilgotności emulsji z wilgotnością powietrza, przez co odbitka sama się wyprostuje (niedopuszczalne jest prostowanie i wyginanie papieru, gdyż emulsja po takim suszeniu jest bardzo krucha).
Do czyszczenia szyby czy płyty używa się np. denaturatu (jeśli szyba nie będzie czysta, to nie uda się oddzielić papieru od szyby bez uszkodzeń odbitki). Przy zakładaniu odbitki na szybę (czy płytę) należy zadbać o to, by pomiędzy papierem a szybą nie pozostały pęcherze powietrza, ani większe ilości wody – w przeciwnym wypadku pozostaną na gotowej odbitce matowe plamy.